# François Monnerat
 (juin 2021).
La mise en forme du texte ne suit pas les recommandations de Wikipédia : il faut le « wikifier ».
Les points d'amélioration suivants sont les cas les plus fréquents :
- Les titres sont pré-formatés par le logiciel. Ils ne sont ni en capitales, ni en gras.
- Le texte ne doit pas être écrit en capitales (les noms de famille non plus), ni en gras, ni en italique, ni en « petit »…
- Le gras n'est utilisé que pour surligner le titre de l'article dans l'introduction, une seule fois.
- L'italique est rarement utilisé : mots en langue étrangère, titres d'œuvres, noms de bateaux, etc.
- Les citations ne sont pas en italique mais en corps de texte normal. Elles sont entourées par des guillemets français : « et ».
- Les listes à puces sont à éviter, des paragraphes rédigés étant largement préférés. Les tableaux sont à réserver à la présentation de données structurées (résultats, etc.).
- Les appels de note de bas de page (petits chiffres en exposant, introduits par l'outil «  Source ») sont à placer entre la fin de phrase et le point final[comme ça].
- Les liens internes (vers d'autres articles de Wikipédia) sont à choisir avec parcimonie. Créez des liens vers des articles approfondissant le sujet. Les termes génériques sans rapport avec le sujet sont à éviter, ainsi que les répétitions de liens vers un même terme.
- Les liens externes sont à placer uniquement dans une section « Liens externes », à la fin de l'article. Ces liens sont à choisir avec parcimonie suivant les règles définies. Si un lien sert de source à l'article, son insertion dans le texte est à faire par les notes de bas de page.
- La présentation des références doit suivre les conventions bibliographiques. Il est recommandé d'utiliser les modèles {{Ouvrage}}, {{Chapitre}}, {{Article}}, {{Lien web}} et/ou {{Bibliographie}}. Le mode d'édition visuel peut mettre en forme automatiquement les références.
- Insérer une infobox (cadre d'informations à droite) n'est pas obligatoire pour parachever la mise en page.

Pour une aide détaillée, merci de consulter Aide:Wikification.
Si vous pensez que ces points ont été résolus, vous pouvez retirer ce bandeau et améliorer la mise en forme d'un autre article.
Jean François Frédéric Monnerat, né le 27 octobre 1792 à Combremont-le-Grand dans le Canton de Vaud en Suisse (Devenu Valbroye depuis la fusion, 1er juillet 2011, avec 7 communes voisines) et décédé le 2 mars 1851  à Vevey, est un pasteur chrétien et l'un des membres fondateurs de l'Église évangélique libre du canton de Vaud (1847).

## Biographie

### Ministère et vie publique
Au cours de sa vie, François Monnerat a été pasteur à Corcelles, Chevroux, Le Lieu, Bercher, Payerne,, La Tour-de-Peilz et Vevey.
Il fit partie des 40 pasteurs qui refusèrent de lire en chaire un manifeste du gouvernement radical issu de la révolution vaudoise de 1845,. Cet argumentaire avait pour objectif de faire voter la nouvelle constitution dans laquelle les libertés religieuses et d'associations n'étaient pas garanties.
En 1846, il démissionna "pour ne pas être complice de l’arbitraire du Conseil d’État méprisant les vœux des paroisses" il publia anonymement Conversation sur la question de la démission des pasteurs vaudois (Lausanne, 1846)  afin de pouvoir expliquer pleinement aux différents paroissiens les raisons de cette démission, le Conseil d’État interdisant aux pasteurs démissionnaires de sortir de chez eux et leur faisant regagner leur commune d'origine accompagnés des gendarmes,.
Il fut l'un des fondateurs (1847) de l'Église évangélique libre du Canton de Vaud 
Passionné d'histoire, il fut membre de la Société d'Histoire de la Suisse romande en 1849 